# Нежный, Александр Иосифович
Алекса́ндр Ио́сифович Не́жный (род. 17 августа 1940, Москва, СССР) — советский и российский писатель, журналист, прозаик, публицист. Автор двадцати двух книг документальной и художественной прозы.

## Биография
Родился 17 августа 1940 года в Москве. Окончил факультет журналистики МГУ имени М. В. Ломоносова.
В 1958 году начал работать корреспондентом в газетах «Московская правда» и «Труд». Совершил много поездок по СССР — «от Прибалтики до Дальнего Востока и от Кушки до Северного Ледовитого океана», написал большое количество статей. Печатался в таких литературных журналах, как «Новый мир», «Дружба народов», «Знамя», «Звезда», «Нева».
С 1979 года — член Союза писателей СССР, потом — Союза писателей Москвы.
Автор двадцати двух книг документальной и художественной прозы: «Дни счастливых открытий», «Берег раннего солнца», «Решающий довод», «Огонь над песками: Повесть о Павле Полторацком» (серия Пламенные революционеры), «Возвращение жизни», «Сияла Оптина пустынь», «Взгляд со Святой горы», «Комиссар дьявола», «Допрос Патриарха», «Погружение во мрак», «Зной», документально-художественная повесть «Бумажное дело», романов «Смертный час», "Nimbus", «Тёмный век», "Психопомп" и других. Александр Нежный стал одним из первых писателей, опубликовавшим большое количество статей  в защиту Церкви и прав верующего народа, а также о священнослужителях РПЦ, ставших агентами КГБ. 
Автор статей в газетах «Московские новости», «Литературная газета», «Известия», журнале «Огонёк». Нежный является членом редакционного совета, автором и составителем нескольких книг серии «Антология выстаивания и преображения». Член редакционной коллегии литературного журнала «Звезда».

## Критика
Многочисленные отклики вызвал роман «Там, где престол сатаны». В частности. М. З. Румер-Зараев пишет: «Роман пропитан библейскими, евангельскими аллюзиями, ощущением церкви как живого тела, которому свойственны и греховность, и страдания, на котором лежит тяжкий груз жестокого прошлого и полного компромиссов и угождения власти настоящего. Преодоление этого груза толкает героя романа к истокам христианства, к укреплению непосредственной связи с Богом. Такое стремление к истокам, к вере поверх барьеров, установленных конфессиональным корпоративным сообществом, было свойственно многим религиозным мыслителям, иногда порождавшим религиозные протестные движения. Этот протестный очистительный взлёт был свойственен и Толстому, и Владимиру Соловьёву, и Лютеру». Говоря о творчестве Нежного, он утверждает: «Нельзя не видеть его историзма, не заметить той любви к отечеству, которая рождает отнюдь не злобность, а ветхозаветную ярость». В 2011 году роман удостоен литературной премии Союза писателей Москвы «Венец».
Высоко оценила критика роман Нежного «Nimbus», посвящённый «святому доктору» Фридриху Гаазу. В журнале «Октябрь» (№ 12, 2014) Владимир Зелинский в статье «Железный прут и веяние тихого ветра» пишет: «⟨…⟩ книга А. Нежного — не притча, не назидание, не житие, она обладает художественной цельностью и тем особым изяществом, которое возникает из сочетания стиля классического романа XIX века с его неспешностью, крепостью сюжета, любовью к деталям, и тщательностью описаний, „дворянством“ языка с безупречными языковыми манерами, с как бы скрытым, но ощущаемым присутствием автора-современника. Роман окружает нас воздухом более чем 150-летней давности, не заманивая при этом игрой в психологические или лингвистические архаизмы». Михаил Тарбовский в статье, опубликованной в журнале «Дружба народов» (№ 11, 2012), говорит: «Проза Александра Нежного отмечена взыскательным отношением автора к языку и стилю повествования. В огромном его романе „Там, где престол сатаны“ читатель — помимо закрученного в тугой узел сюжета — найдёт и горький сарказм, и беспощадную иронию, пронзительный лиризм: качества, являющиеся знаком подлинно высокой прозы, столь редко встречающейся в наши дни повального скорописания. Вот и „Nimbus“ — хочется верить — доставит читателю редкое ныне наслаждение словом, радость от того, как это написано, картинами Москвы, речью героев, лишённой какой бы то ни было стилизации, но тем менее погружающей нас в дух того, уже далёкого времени». Роман вышел в России тремя изданиями и переведён на польский язык и издан в 2019 году под названием «Swiety Doktor» издательством Swietogo Pawla.
Роман А. Нежного «Вожделение» (М., 2015) удостоен российско-итальянской литературной премии «Москва-Пенне».
Откликнулась критика на роман писателя «Тёмный век» (М., 2019). Положительные рецензии появились в «Новой газете» («Великая сила испытания», 28 апреля 2020 года), в «Московской правде» («Роман-предупреждение», 26 мая 2020 года), в «Литературной газете» (20 мая 2020 года, «Бесы нашего времени», где сказано: «В сущности, это повествование не только о городе, сотрясаемом чередой кровавых террористических актов, а скорее о современной России, её демонах и страдальцах, простецах и святых, повествование, написанное рукой христианского писателя»).
Последний роман писателя «Психопомп» (М. 2023) посвящен важнейшим морально-этическим проблемам. В его центре — Марк Питовранов, похоронный агент, наделенный способностью понимать мертвых и побывавший в загробном мире.

## Книги
- Нежный А. И. Дни счастливых открытий. — М.: Политиздат, 1975.
- Нежный А. И. Берег раннего солнца. — М.: Молодая гвардия, 1976. — 192 с. — 65 000 экз.
- Нежный А. И. Решающий довод. — М.: Политиздат, 1979.
- Нежный А. И. Огонь над песками: Повесть о Павле Полторацком. — М.: Политиздат, 1984. — 368 с. — (Пламенные революционеры). — 300 000 экз. 2-е изд. — 1987.
- Нежный А. И. Возвращение жизни. — М.: Советская Россия, 1985. — 192 с. — (Люди Советской России). — 50 000 экз.
- Нежный А. И. Бумажное дело. — М.: Советская Россия, 1987. — 360 с. — 30 000 экз.
- Нежный А. И. Сияла оптина пустынь. — М.: Советская Россия, 1989. — 160 с. — (Писатель и время). — 30 000 экз.
- Нежный А. И. Взгляд со Святой горы. — М.: Правда, 1989. — (Серия Библиотека «Огонёк»). — 50 000 экз.
- Нежный А. И. Январь в Тюмени // По обе стороны Оби. — М.: Мысль, 1989. — 320 с. — 60 000 экз. — ISBN 5-244-00312-7.
- Нежный А. И. Смертный час. — М.: Московский рабочий, 1991. — 528 с. — 50 000 экз.
- Нежный А. И. Пюхтицкий Успенский женский монастырь. — М.: Старт, 1991. — 32 с. — 46 000 экз.
- Нежный А. И. Комиссар дьявола. — М.: Протестант, 1993. — 50 000 экз.
- Нежный А. И. Допрос Патриарха. — М.: Грааль, 1997. — 575 с. — 5000 экз. — ISBN 5-7873-0008-4.
- Нежный А. И. Погружение во мрак. — М.: Древо добра, 2002. — 176 с. — 2000 экз. — ISBN 5-93688-005-2.
- Нежный А. И. Там, где престол сатаны: Роман. В 2 т.. — М.: Время, 2010. — Т. 1. — 704 с. — 2000 экз.
- Нежный А. И. Там, где престол сатаны: Роман. В 2 т.. — М.: Время, 2010. — Т. 2. — 672 с. — 2000 экз.
- Нежный А. И. Изгнание Бога. — М.: Хлебъ, 2011. — 492 с. — 3000 экз. — ISBN 978-5-905187-01-8.
- Нежный А. И. Nimbus: Повесть о докторе Гаазе. — М.: ВГБИЛ имени М. И. Рудомино, 2013. — 480 с. — 1500 экз. — ISBN 978-5-905626-62-3. 3-е изд. — 2018.
- Aleksander Niezny. Swiety Doktor. — Czestochowa, Edycja Swietego Pawla, 2019. — 452 s. — ISBN 978-83-8131-065-9. (пол.)
- Нежный А. И. Послушница Матери Божией. — М.: ВГБИЛ имени М. И. Рудомино, 2014. — 352 с. — 3000 экз. — ISBN 978-5-905626-71-5. 2-е изд. — 2018.
- Нежный А. И. Вожделение. — М.: ВГБИЛ имени М. И. Рудомино, 2015. — 336 с. — 2000 экз. — ISBN 978-5-00087-070-9.
- Нежный А. И. Тёмный век. — М.: Издательский центр «Академия», 2019. — 510 с. − 1000 экз. — ISBN 978-5-87532-130-6.
- Нежный А.И. Психопомп. - М. Издательство "У Никитских ворот", 2023 - 494 с. - 700 экз. - ISBN 978 -5 -00170-749-3
- Нежный А.И. И тория Далиса. - М. Издательство "У Никитских ворот", 2024 - 190 с. - 1000 экз. - ISBN 978 - 5 -00246-186-8

## Статьи
- Нежный А. И. «Его Блаженство без митры и жезла» // «Огонёк». — 1991. — № 48—49.
- Нежный А. И. «Третье имя» // «Огонёк». — 1992. — № 4.
- Нежный А. И. «Уроки сектоведения». — 1999.
- Нежный А. И. «Там, где престол сатаны» // «Звезда». 2003. № 1.
- Нежный А. И. «Жених и невеста»: повесть.
- Нежный А. И. С. Б. Филатов: Католицизм в США. 60-е и 80-е годы // «Новый мир». — 1993. — № 12.
- Нежный А. И. Князь Ухтомский: Епископ Андрей // «Звезда». — 1997. — № 10.
- Нежный А. И. Погружение во мрак // «Звезда». — 2000. — № 1.
- Нежный А. И. Трудная свобода // «Звезда». — 2001. — № 6.
- Нежный А. И. На будущий год в Иерусалиме. — Начало // «Континент». — 2005. — № 125.
- Нежный А. И. На будущий год в Иерусалиме. — Окончание // «Континент». — 2005. — № 126.
- Нежный А. И. Восхождение на Сион // «Континент». — 2007. — № 132.
- Нежный А. И. Послесловие к власти // «Знамя». — 2008. — № 7.